# Futuremark
A Futuremark egy finnországi szoftverfejlesztő vállalat. Főként számítógépek tesztelésére tervez programokat, amit otthoni vagy vállalati felhasználásra szán. A vállalatot 2014 októberében az UL (Underwriters Laboratories) néven ismert cég felvásárolta.

## Legjobb eredményt elért hardverek
Frissítve: 2014. 11. 11.
| Kategória   | Hardver                           | Eredmény (pont) | Tesztprogram                             |
| ----------- | --------------------------------- | --------------- | ---------------------------------------- |
| Mobileszköz | Microsoft Surface Pro 3 (Core i7) | 54019           | 3DMark - Ice Storm Unlimited             |
| Videókártya | AMD Radeon R9 295X2               | 26410           | 3DMark                                   |
| Processzor  | Intel Core i7-5930K               | 12810           | 3DMark Physics (fizikai leképezés teszt) |

## Termékek

### PC tesztelő programok
- 3DMark
- PCMark
- PowerMark

### Okostelefon vagy tablet tesztelő programok
- 3DMark
- PCMark for Android

### Mobiltelefon tesztelő program
- 3DMarkMobile
- VGMark
- SimulationMark
- SPMark

### Videójátékok
- Shattered Horizon (PC)
- Hungribles (iOS)
- Unstoppable Gorg (PC, Mac, iPad)

### Other products
- Peacekeeper, webböngésző tesztelő program
- XL-R8R, (3DMark2000-alapú)
- Video2000, videóteljesítmény tesztelő program